# Italian Carnaval 1
Italian Carnaval 1 è un album dei Tukano, pubblicato nel 1986 da Duck Record, in formato LP e musicassetta, e distribuito da Dischi Ricordi.

## L'album
Il filo conduttore musicale del disco è un ipotetico giro d'Italia in musica attraverso le canzoni dialettali regionali, non cantate per intero in due lunghi medley in chiave italo dance.
La versione in LP si presenta identica negli arrangiamenti all'Italian Carnaval interpretato dai Chikano, con l'ovvia sostituzione delle parti vocali soliste interpretate dai Tukano.
Le versioni in musicassetta e compact disc pur avendo la stessa identica tracklist presentano un arrangiamento musicale, meno marcatamente dance; anche alcuni dettagli dei cori sono differenti dalla versione 33 giri.
Nel 1988 l'album viene ristampato in formato CD. Nel 1989 la Ricordi ristampa il disco in edizione economica.
L'edizione in CD acclude anche l'album Cantando l'amore.

## Tracce
Lato A
1. Giro Italian Dance – 11:43 (Riccardo Zara)

Durata totale: 11:43
Lato B
1. Giro Italian Dance – 13:09 (Riccardo Zara)

Durata totale: 13:09

## Crediti
- Voci soliste e corali: Tukano
- Voci corali: Riccardo Zara
- Produzione: Bruno Barbone
- Arrangiamenti: Riccardo Zara